# 大蔵哲士
大蔵 哲士（おおくら てつし、1972年9月10日 - ）は、NHKアナウンサー。

## 人物
愛知県立時習館高等学校を経て学習院大学卒業後、1996年に入局した。スポーツアナウンサーとして幅広いジャンルで活動する。名古屋局時代には少年時代からの中日ドラゴンズファンであることを公式サイト上で公表していた。
2010年の日本シリーズ中日対ロッテではラジオ第1放送で放送された全試合と、BS1で行われた放送においての全5試合に中日側のベンチレポーターとして出演した。特に第5戦まではテレビ・ラジオとも掛け持ち出演した。
また2011年の日本シリーズ中日対ソフトバンクにおいてもラジオ中継全試合とBS1（第2戦と第5戦から第7戦まで）の中日サイドリポーターを担当した。
ラジオセンター異動後は主に製作スタッフとして携わり、スポーツ以外の取材も担当する。編成局では番組編成を担当するなど、多彩なキャリアパスを経ている。

## 出演番組
広島放送局時代
- お好みワイドひろしま 17時台（2004・2005年度）

東京アナウンス室時代（1度目）（2006年度 - 2008年度）
- NHKニュースおはよう日本 平日スポーツキャスター（2006・2007年度）
- おーい、ニッポン リポーター（2008年度）
- 北京パラリンピック 開会式・生中継進行 （2008年9月6日、現地北京からのスタジオキャスター）
- NHKプロ野球他スポーツ中継（メジャーリーグ、バドミントン、クロスカントリーなど）

東京アナウンス室時代（2度目）（2024年8月 - ）